# Curzio Maltese
Curzio Maltese (ur. 30 marca 1959 w Mediolanie, zm. 26 lutego 2023 tamże) – włoski dziennikarz i publicysta, poseł do Parlamentu Europejskiego VIII kadencji.

## Życiorys
Ukończył nauki polityczne na Uniwersytecie w Mediolanie. Pracę w zawodzie dziennikarza zaczynał w mediach studenckich. Później pracował w „La Notte”, „La Gazzetta dello Sport”, „La Stampa”, a w 1994 związał się z dziennikiem „La Repubblica”. Był autorem kilku publikacji książkowych poświęconych m.in. relacjom państwa z włoskim Kościołem katolickim, a także scenariuszy filmów dokumentalnych.
W 2014 z lewicowej listy wyborczej Inna Europa z Tsiprasem uzyskał mandat eurodeputowanego VIII kadencji, gdy przed jej rozpoczęciem z jego objęcia zrezygnował Moni Ovadia.

## Wybrane publikacje
- 1994. Colpo grosso (współautor), Baldini & Castoldi, Mediolan 1994.
- Come ti sei ridotto. Modesta proposta di sopravvivenza al declino della nazione, Feltrinelli, Mediolan 2006.
- I padroni delle città, Feltrinelli, Mediolan 2007.
- La questua. Quanto costa la Chiesa agli italiani, Feltrinelli, Mediolan 2008.
- La bolla. La pericolosa fine del sogno berlusconiano, Feltrinelli, Mediolan 2009.